# Паршин Микола Іванович
Микола Іванович Паршин (рос. Николай Иванович Паршин, (28 січня 1929, Москва — 16 грудня 2012, Москва) — радянський футболіст, нападник.

## Клубна кар'єра
Народився 28 січня 1929 року в місті Москва. Вихованець футбольної школи клубу «Спартак» (Москва).
У дорослому футболі дебютував 1948 року виступами за команду клубу «Зеніт» (Тула).
Протягом 1949 року захищав кольори команди клубу «Торпедо» (Москва).
Своєю грою за останню команду привернув увагу представників тренерського штабу клубу «Спартак» (Москва), до складу якого приєднався 1949 року. Відіграв за московських спартаківців наступні дев'ять сезонів своєї ігрової кар'єри. У складі московського «Спартака» був одним з головних бомбардирів команди, маючи середню результативність на рівні 0,34 голу за гру першості.
Згодом з 1958 по 1959 рік грав у складі команд клубів «Шахтар» (Донецьк) та «Молдова».
Завершив професійну ігрову кар'єру у нижчоліговому клубі «Шинник», за команду якого виступав протягом 1960–1961 років.

## Виступи за збірну
У 1955 році зіграв у складі національної збірної СРСР в матчі проти команди ФРН. У тому матчі відзначився забитим м'ячем, а гра завершилась з рахунком 3-2 на користь радянських футболістів.
| Дата       | Місто  | Господарі | Результат | Гості | Турнір           | Голи | Примітки |
| ---------- | ------ | --------- | --------- | ----- | ---------------- | ---- | -------- |
| 21/08/1955 | Москва | СРСР      | 3 – 2     | ФРН   | товариський матч | 1    |          |
| Усього     |        | Матчів    | 1         |       | Голів            | 0    |          |